# 松村文雄
松村 文雄（まつむら ふみお、1948年1月18日 - ）は、特撮・テレビドラマ作品の撮影技師。東京都出身。

## 経歴
東京都立羽田工業高等学校在学中から映画界入りを志し、クロード・ルルーシュ監督のフランス映画『男と女』をきっかけに映画カメラマンの仕事に興味を持つ。
卒業後、当初はPR映画会社が出した新聞の三行広告を読んだことがきっかけで業界入りした。ニッサンプロが制作していた『プロフェッショナル (テレビドラマ)』で初のテレビドラマの撮影助手を務める。その後も『宇宙鉄人キョーダイン』『透明ドリちゃん』『Gメン'75』などで撮影助手を務める。『仮面ライダー (スカイライダー) 』で撮影監督としてデビューした。32歳での昇格はフィルム主流の当時では早いものであった。
その後は宇宙刑事シリーズなどを経て、『星雲仮面マシンマン』で初のメインカメラマンに就任。特撮作品を仕事の中心としながらも、『あぶない刑事』『ホテル』シリーズ、2時間ドラマやVシネマ作品など一般作品も多く手がける。制作会社では東映や近藤照男プロダクションとの繋がりが深い。
『機界戦隊ゼンカイジャー』、ネット配信『仮面ライダーアウトサイダーズ』などを最後に撮影技師から退き、その後は撮影助手に転向している。

## エピソード
- 助手だった時期には『シルバー仮面』や『ウルトラマンレオ』で特撮班の撮影にも携わったが、「ミニチュアセットでずっと同じことをやってるのが性に合わない」ので、特撮の現場には全く興味がなかったという[4]。
- 『仮面ライダー (スカイライダー) 』で本格的に撮影監督を任されるようになり、次回作の『仮面ライダースーパー1』にも引き続き参加するが、同時期に東映東京撮影所で制作していたドラマが打ち切りになってそのスタッフが大挙してやってきたため、フリーの契約カメラマンであった松村は外されることになった。その後、吉川進プロデューサーから、『宇宙刑事ギャバン』の撮影チーフ助手の誘いを受けるが、「一度キャメラマンをやっているから」また助手に戻る気が湧かず当初は依頼を固辞したという。後半に撮影監督をやらせてくれるならとの条件を出して、番組に参加した[5]。実際に、後半には撮影監督として番組を支えている。
- 『宇宙刑事ギャバン』で初めて出会った監督の小林義明には、よく可愛がってもらったという。もともとは監督の佐伯孚治が小林に、「よくやってくれるキャメラマンがいる」と言ったのがきっかけであったといい、「人のつながり」に感謝したとのこと[5]。
- 『あぶない刑事』では番組開始当初からメインの撮影監督として、タイトルバックも撮っている。同番組への参加は『ワイルド7』の頃からの付き合いの長谷部安春からの誘いがあったからだった。同番組へ参加中、プロデューサーの吉川進から『仮面ライダーBLACK』の担当依頼があったが、『あぶ刑事』の現場が思いの外楽しかったため辞退した。が、「じゃあいったい、こっちは誰が撮るんだ」と吉川に怒られたという。結果的に、ライダーシリーズ初参加の小林義明が監督すると聞かされて新しいものが作れると予感したこともあり、『あぶ刑事』シリーズを途中降板して『BLACK』の撮影監督に就任している[6]。
- 『BATTLE & BATTLE クローンカプセル -CLONE CAPSULE-』（1992年、まじかるふぇいす）の監督は國米修市だが、旧知の仕事仲間からの依頼に、松村はノーギャラでカメラを回したという。
- アクション演出では第一人者だった金田治が『特捜ロボ ジャンパーソン』で本編演出デビューを果たしたとき、金田より直々に撮影監督として指名を受けている。金田とは、宇宙刑事シリーズなどで親交が深かった。『ジャンパーソン』以後は監督とカメラマンで組む機会はなかったが、『劇場版 さらば仮面ライダー電王 ファイナル・カウントダウン』で、およそ15年ぶりにコンビを組んだ[6]。松村は金田がアクション監督を務めていた際は望遠レンズで撮れるような場面でも迫力を出すため爆発に近づいての撮影を要求された[1]。『仮面ライダーBLACK』や『仮面ライダーZO』ではセメント爆破やナパーム爆発の中をオートバイに乗って撮影し、松村は怖さと同時に気持ちよさも感じていたという[1]。金田は、松村について「特撮が本当に好きでキャメラワークも大胆であり、監督の意図を汲んだうえで構図を計算してくれる」として、金田が撮りたい映像に色々と挑戦してくれる人物と評している[7]。
- スーパー戦隊シリーズに本格参加した『救急戦隊ゴーゴーファイブ』は、『マシンマン』からの付き合いであった日笠淳が初めてシリーズのチーフプロデューサーを務めることから参加した[3]。
- アクション撮影の迫力は松村独特の味があり、多くのファンを獲得している。現東映取締役・白倉伸一郎は、東映入社以前より松村の個人的なファンであったという。白倉は『超光戦士シャンゼリオン』の撮影監督を松村に依頼し、松村も了承したが同時期に2時間ドラマの仕事が重なり、ドラマ制作会社の近藤照男プロダクションも許可しなかったため、松村の参加は第5話からになった。これについて白倉を裏切ってしまったと松村は長年悔いることになったため、後年白倉から『仮面ライダーアギト』の依頼があったとき「戦隊を捨ててまでも、『アギト』に行く」と決意したという[2]。当時松村は戦隊シリーズに参加していたが、そちらを途中降板してまで『アギト』に関わった。結果的には2年間近く仕事が暇になり生活が苦しくなったそうだが「やっと(白倉に対する)義理を果たした」とその結果には納得したという。
- 同じく白倉がプロデューサーを務めた『美少女戦士セーラームーン』にも参加したが、『特捜戦隊デカレンジャー』で初めてスーパー戦隊シリーズのチーフプロデューサーを務める塚田英明から同作品への参加を要望され、白倉からパイロットだけとの許可を得て参加した[3]。その後、『セーラームーン』の終了にあわせ『デカレンジャー』に参加し、以後同シリーズを再び担当した[3]。
- 『デカレンジャー』では、本来担当する予定であった組を断って、スーパー戦隊シリーズに初参加であった鈴村展弘の組に参加した[8]。鈴村は自身を心配してのことだったと推測しており、松村には頭が上がらないと述べている[8]。
- 役者陣、スタッフがみな口を揃えて、松村はとても厳格なカメラマンと評しており、「マシンガンボイス」とも称される[9]。
- 特撮作品を多数撮ってきたが、本人としては「こういうキャラクターものっていうのは、好きでも嫌いでもない」という。刑事ものをやりたいという思いもあるが、特撮がメインワークになったことに関しては「これもひとつの職人としての宿命かなって思いますね」と話している[2]。
- 「自分が日芸とか出て社員で、社内のポジションにいたとしたら、自分を守るじゃない?（…）でも俺は高卒だし、そんな男がここまで来んだから、もう何も恐くない」と心境を吐露しており[5]、60歳を過ぎてからは日々の仕事を「これが最後」と思ってこなしているとのこと。監督やプロデューサーからもし引退を勧告されたら、現場を去る決意も出来ているという[2]。

### 俳優との関わり
- 『仮面ライダーBLACK RX』に出演した小山力也は、20年後のインタビューで「当初は（松村に）もう、ボロクソに言われたんですよ（笑）。でも、そのうちに褒めていただけるように」なったと回想する。「みんな、松村さんに怒られながら成長していく、というところがあった」とも話している[10]。
- 『救急戦隊ゴーゴーファイブ』では、出演者は皆、松村から「もう撮らねえぞ」と言われるなど日に何度も怒られていたという[11]。しかし、第19話の雨のシーンでは撮影後に水着一枚でストーブにあたっていた西岡竜一朗に松村が自身の上着を着せ、西岡は嬉しく思ったという[11]。
  - 同作品に出演していた谷口賢志も、第1話の撮影で松村と対立し帰ろうとするなど当初は悪態をついていたが、最終的には松村にどうすれば芝居がうまくなるか教えを請い、松村の自宅に通い詰めるなどしていた[12]。谷口は後に松村と飲んだ際には「あんたがいたから今の俺がいる」と言い喜ばれたという[12]。
- 『未来戦隊タイムレンジャー』に出演した永井大は、普段は優しいが現場に入ると豹変し、監督よりも怖かったと述べている[13]。
- 『轟轟戦隊ボウケンジャー』に出演した高橋光臣を「昭和顔」と評しており、『超忍者隊イナズマ!!SPARK』では時代劇の衣裳が似合っていたことから「時代劇をやるといい」と高橋に告げていた[3]。松村自身はそのことを忘れていたが、高橋は時代劇で主演を務める際は松村に連絡しようと思っており、後に『神谷玄次郎捕物控』に主演した際に実際に松村へメールを送っている[3]。
- 『獣拳戦隊ゲキレンジャー』に主演した鈴木裕樹によると、松村と1年間いっしょに仕事をしたが、結局ただの一度も褒められることなく撮影を終了したという。『ゴーオンジャーVSゲキレンジャー』では松村に褒められた。同じく『ゲキレンジャー』に出演した荒木宏文は、クランクイン直後、松村に「お前はカメラを通すと綺麗に見えるよな」と一応「褒め言葉」らしきものを貰ったが、結果的にそれが最初で最後の「褒め言葉」であったとのこと。
- 『侍戦隊シンケンジャーVSゴーオンジャー 銀幕BANG!!』の撮影で碓井将大と逢沢りなを撮影するときに雨天に見舞われた。そのとき松村は冗談ぽく「碓井が来ると毎回雨が降るなぁ」と声を掛けてきたので「イヤイヤ、りなちゃんのせいかもしれないですよ」と碓井も冗談ぽく返した。すると松村は「りなちゃんのせいにするんじゃねぇよ!」と真剣に怒り、碓井を唖然とさせ、逢沢を苦笑させた[14]。
- 『天装戦隊ゴセイジャー』でゴセイジャー役の5人（千葉雄大、さとう里香、浜尾京介、にわみきほ、小野健斗）に対して人一倍厳しかったのが、松村であった。メンバーの1人のにわは、撮影初日に松村に厳しく怒られ5人で先行きに不安を感じたことを証言している[15]。松村は子役の中村咲哉に対し「お前が一番うまい」と評したこともあったという[3]。だが、『ゴセイジャー』における、松村の最後の登板となった第41・42話のオンエアを見た松村は、「みんな、うまくなったな」と漏らしたという[16]。後年の千葉の活躍にも喜びを述べている[3]。にわも後年のインタビューでは、松村は俳優を成長させるために愛のある叱咤激励をしており、出演が決まって有頂天になっている新人俳優の鼻をへし折ることで仕事の厳しさを教えてくれると述べている[15]。
- 『海賊戦隊ゴーカイジャー』に出演した小澤亮太は、松村を「粋な江戸っ子タイプ」と評しており、最初は怖いが慣れれば人柄の良さが理解できると述べている[17]。
- 『手裏剣戦隊ニンニンジャー』の初期メンバーキャストらもクランクイン時に松村から「洗礼」を受けたことを撮影時の印象的な出来事として語っている。
  - 西川俊介は、ファーストカットは足元のみが映るシーンであったが、松村から「顔がなっていない」と怒られ、画面に映らない部分でも気を抜いてはいけないことを教えられ身が引き締まる思いであったという[18][19]。その後、変身シーンの撮影で初めて衣裳を纏い緊張感や責任感を感じていたところ、松村から「顔がヒーローらしく引き締まった」と言われ嬉しく感じたことを述べている[19]。西川自身は松村から好かれていると自負しており、松村から「できないやつほど可愛い」と言われたり、松村が『ニンニンジャー』を離れていた時期にも西川を訪ねにセットに来るなどしていたという[19]。
  - 松本岳は、クランクイン2日目の撮影で寒中の撮影であったため口が回らずNGを繰り返し、松村から「辞めちまえ」など厳しい言葉を浴びせられたが、その後の吊りでの撮影後から松村に「良くなった」「変わった」と言われるようになり、励みになったと述べている[20]。
  - 矢野優花は、初日のアクションがこなせず松村から怒られたが、撮影後に「大丈夫だからな」と声をかけられ、厳しさの中にも愛情を感じたと述べている[21]。
  - 山谷花純も他のメンバーと同様に厳しく怒られたが、山谷自身も物事をはっきり言うタイプであるため松村に対して言い返すこともあった[22]。山谷はその後のインタビューで松村にはすごく可愛がられたと述べている[22]。
- 『美少女戦士セーラームーン』は出演者に女性が多かったせいか、かなりソフトな態度でキャストに接していた。しかし松村にとってはかなり苦痛の伴う現場であったようで、後年に「今思ってもぞっとします」と、苦労を吐露している[2]。東映・丸山真哉プロデューサーいわく、「この現場の松村さんは、僕らの知ってる松村さんじゃない」[23]。
- 監督の渡辺勝也によれば、『快盗戦隊ルパンレンジャーVS警察戦隊パトレンジャー』で松村が出演者の工藤遥に厳しく接する場面があったが、後日の撮影では一緒に食事をしており、渡辺は松村が工藤の演技を認めたのだろうと述べている[24]。

## 主な撮影作品

### テレビ
- 仮面ライダーシリーズ
  - 仮面ライダー (スカイライダー)（1979年 - 1980年、東映・毎日放送）
  - 仮面ライダースーパー1（1980年 - 1981年、東映・毎日放送）
  - 10号誕生!仮面ライダー全員集合!!（1984年、東映・毎日放送）
  - 仮面ライダーBLACK（1987年 - 1988年、東映・毎日放送）
  - 仮面ライダーBLACK RX（1988年 - 1989年、東映・毎日放送）
  - 仮面ライダーアギト（2001年 - 2002年、東映・ADK・テレビ朝日）
  - 仮面ライダー龍騎（2002年 - 2003年、東映・ADK・テレビ朝日）
  - 仮面ライダー555（2003年 - 2004年、東映・ADK・テレビ朝日）
  - 仮面ライダーディケイド（2009年、東映・ADK・テレビ朝日）
  - 仮面ライダーW（2009年 - 2010年、東映・ADK・テレビ朝日）
  - 仮面ライダーオーズ/OOO（2010年 - 2011年、東映・ADK・テレビ朝日）
  - 仮面ライダーウィザード（2012年 - 2013年、東映・ADK・テレビ朝日）
  - 仮面ライダー鎧武/ガイム（2013年 - 2014年、東映・ADK・テレビ朝日）
  - 仮面ライダードライブ（2014年 - 2015年、東映・ADK・テレビ朝日）
  - 仮面ライダーゴースト（2015年 - 2016年、東映・ADK・テレビ朝日）
  - 仮面ライダービルド（2017年 - 2018年、東映 ・ADK・テレビ朝日）
  - 仮面ライダージオウ（2018年 - 2019年、東映 ・ADK・テレビ朝日）
- メタルヒーローシリーズ
  - 宇宙刑事ギャバン（1982年 - 1983年、東映・旭通信社・テレビ朝日）
  - 宇宙刑事シャリバン（1983年 - 1984年、東映・旭通信社・テレビ朝日）
  - 宇宙刑事シャイダー（1984年 - 1985年、東映・旭通信社・テレビ朝日）[注釈 1]
  - 時空戦士スピルバン（1986年 - 1987年、東映・旭通信社・テレビ朝日）[注釈 2]
  - 機動刑事ジバン（1989年 - 1990年、東映・旭通信社・テレビ朝日）[注釈 3]
  - 特捜ロボジャンパーソン（1993年 - 1994年、東映・旭通信社・テレビ朝日）[注釈 4]
  - 重甲ビーファイター（1995 - 1996年、東映・旭通信社・テレビ朝日）
  - ビーロボカブタック（1997年、東映・ASATSU・テレビ朝日）
  - テツワン探偵ロボタック（1998年、東映・ASATSU・テレビ朝日）
- 火曜サスペンス劇場 嫉妬（1983年、セントラルアーツ・日本テレビ）[注釈 5]
- 星雲仮面マシンマン（1984年、東映・読売広告社・日本テレビ）
- 兄弟拳バイクロッサー（1985年、東映・読売広告社・日本テレビ）
- 火曜サスペンス劇場 あなたから逃れられない（1986年、セントラルアーツ・日本テレビ）
- あぶない刑事（1986年 - 1987年、セントラルアーツ・日本テレビ）
- HOTEL（1990年 - 1995年、TBS・近藤照男プロダクション）
- 十津川警部の挑戦 寝台特急北斗星 東京－函館・点と線の殺意（1990年、東映・テレビ朝日）
- スーパー戦隊シリーズ（東映・東映AG・テレビ朝日）
  - 五星戦隊ダイレンジャー（1993年 - 1994年）[注釈 6]。
  - 救急戦隊ゴーゴーファイブ（1999年 - 2000年）
  - 未来戦隊タイムレンジャー（2000年 - 2001年）
  - 特捜戦隊デカレンジャー（2004年 - 2005年）
  - 魔法戦隊マジレンジャー（2005年 - 2006年）
  - 轟轟戦隊ボウケンジャー（2006年 - 2007年）
  - 獣拳戦隊ゲキレンジャー（2007年 - 2008年）
  - 炎神戦隊ゴーオンジャー（2008年 - 2009年）
  - 侍戦隊シンケンジャー（2009年 - 2010年）
  - 天装戦隊ゴセイジャー（2010年 - 2011年）
  - 海賊戦隊ゴーカイジャー（2011年 - 2012年）
  - 特命戦隊ゴーバスターズ（2012年 - 2013年）
  - 獣電戦隊キョウリュウジャー（2013年 - 2014年）
  - 烈車戦隊トッキュウジャー（2014年 - 2015年）
  - 手裏剣戦隊ニンニンジャー（2015年 - 2016年）
  - 動物戦隊ジュウオウジャー（2016年 - 2017年）
  - 宇宙戦隊キュウレンジャー（2017年 - 2018年）
  - 快盗戦隊ルパンレンジャーVS警察戦隊パトレンジャー（2018年 - 2019年）
  - 魔進戦隊キラメイジャー（2020年 - 2021年 ）
  - 機界戦隊ゼンカイジャー（2021年 - 2022年）
- 新幹線物語'93夏（1993年、TBS・近藤照男プロダクション）
- 駅弁探偵連続殺人(2)殺意の上信越湯けむり旅行（1995年、東映・テレビ朝日）
- 五つの顔の変装刑事!右京警部補事件ファイルE（1996年、TBS・近藤照男プロダクション）
- 超光戦士シャンゼリオン（1996年、東映・読売広告社・テレビ東京）[注釈 7]
- 新幹線'97恋物語（1997年、TBS・近藤照男プロダクション）
- 軽井沢夫人（2002年、TBS・近藤照男プロダクション）
- 美少女戦士セーラームーン（2003年 - 2004年、東映・東映AG・電通・中部日本放送）
- やとわれ女将 菊千代の事件簿1　伊勢・志摩の高級露天風呂で愛欲陰謀!?（2004年、TBS・近藤照男プロダクション）
- 駅前タクシー湯けむり事件案内2（2004年、TBS・近藤照男プロダクション）
- 捜査検事・近松茂道3 銀山温泉の殺人報告（2004年、TSP・テレビ東京・BSジャパン）
- やとわれ女将 菊千代の事件簿3（2006年、TBS・近藤照男プロダクション）
- 隣の女-幽霊屋敷の殺人事件!!-（2006年、TBS・近藤照男プロダクション）[注釈 8]

#### テレビスペシャル
- 烈車戦隊トッキュウジャーVS仮面ライダー鎧武 春休み合体スペシャル（2014年3月30日、東映・東映AG・ADK・テレビ朝日）
- 手裏剣戦隊ニンニンジャーVS仮面ライダードライブ 春休み合体1時間スペシャル（2015年3月29日、東映・東映AG・ADK・テレビ朝日）

### 映画
- 仮面ライダーシリーズ
  - 仮面ライダーBLACK （1988年）
  - 仮面ライダーBLACK 恐怖!悪魔峠の怪人館（1988年）
  - 仮面ライダーZO（1993年）
  - 仮面ライダーJ（1994年）
  - 劇場版 仮面ライダーアギト PROJECT G4（2001年）
  - 劇場版 仮面ライダー龍騎 EPISODE FINAL（2002年）
  - 劇場版 仮面ライダー555 パラダイス・ロスト（2003年）
  - 劇場版 さらば仮面ライダー電王 ファイナル・カウントダウン（2008年）
- スーパー戦隊シリーズ
  - 特捜戦隊デカレンジャー THE MOVIE フルブラスト・アクション（2004年）
  - 魔法戦隊マジレンジャー THE MOVIE インフェルシアの花嫁（2005年）
  - 轟轟戦隊ボウケンジャー THE MOVIE 最強のプレシャス（2006年）
  - 電影版 獣拳戦隊ゲキレンジャー ネイネイ!ホウホウ!香港大決戦（2007年）
  - 炎神戦隊ゴーオンジャー BUNBUN!BANBAN!劇場BANG!!（2008年)
  - 劇場版 炎神戦隊ゴーオンジャーVSゲキレンジャー（2009年）
  - 侍戦隊シンケンジャー 銀幕版 天下分け目の戦（2009年）
  - 侍戦隊シンケンジャーVSゴーオンジャー 銀幕BANG!!（2010年）
  - 天装戦隊ゴセイジャー エピックON THEムービー（2010年）
  - 天装戦隊ゴセイジャーVSシンケンジャー エピックon銀幕（2011年）
  - 海賊戦隊ゴーカイジャーVS宇宙刑事ギャバン THE MOVIE（2012年）
  - 特命戦隊ゴーバスターズ THE MOVIE 東京エネタワーを守れ!（2012年）
  - 特命戦隊ゴーバスターズVS海賊戦隊ゴーカイジャー THE MOVIE（2013年）
  - 劇場版 獣電戦隊キョウリュウジャー ガブリンチョ・オブ・ミュージック（2013年）
  - 烈車戦隊トッキュウジャー THE MOVIE ギャラクシーラインSOS（2014年）
  - 烈車戦隊トッキュウジャーVSキョウリュウジャー THE MOVIE（2015年）
  - 手裏剣戦隊ニンニンジャー THE MOVIE 恐竜殿さまアッパレ忍法帖!（2015年）
  - 手裏剣戦隊ニンニンジャーVSトッキュウジャー THE MOVIE 忍者・イン・ワンダーランド（2016年）
  - 劇場版 動物戦隊ジュウオウジャー ドキドキサーカスパニック!（2016年）
  - 劇場版 動物戦隊ジュウオウジャーVSニンニンジャー 未来からのメッセージ from スーパー戦隊（2017年）
  - 宇宙戦隊キュウレンジャー THE MOVIE ゲース・インダベーの逆襲 （2017年）
  - 魔進戦隊キラメイジャー エピソードZERO（2020年）
  - 魔進戦隊キラメイジャー THE MOVIE ビー・バップ・ドリーム（2021年）
- 人造人間ハカイダー（1995年）

### オリジナルビデオ
- ブラックプリンセス 地獄の天使（1990年、東映ビデオ）
- 悪人専用（1990年、東映ビデオ）
- プリズナーオブ 追跡の48時間（1991年、東映ビデオ）
- BATTLE & BATTLE クローンカプセル -CLONE CAPSULE-（1992年、まじかるふぇいす）
- 大予言　復活の巨神（1992年、バンダイビジュアル）
- 一発逆転！爆走トラッカー軍団（1992年、ケイエスエス） 
  - 爆走トラッカー軍団II 暴走族死闘篇（1992年、ケイエスエス）
  - 爆走トラッカー軍団III 紅薔薇軍団参上!（1993年、ケイエスエス）
- ザ・格闘王（1994年、東映ビデオ）
  - ザ・格闘王II（1994年、東映ビデオ）
- メタルヒーローシリーズ（東映ビデオ）
  - ビーロボカブタック クリスマス大決戦!!（1997年）
  - テツワン探偵ロボタック&カブタック 不思議の国の大冒険（1998年）
- スーパー戦隊シリーズ（東映・東映AG・東映ビデオ）
  - 未来戦隊タイムレンジャーVSゴーゴーファイブ（2000年）
  - 百獣戦隊ガオレンジャーVSスーパー戦隊（2001年）
  - 魔法戦隊マジレンジャーVSデカレンジャー（2006年）
  - 轟轟戦隊ボウケンジャーVSスーパー戦隊（2007年）
  - 海賊戦隊ゴーカイジャー キンキンに!ド派手に行くぜ!36段ゴーカイチェンジ!! （2011年）
  - 特命戦隊ゴーバスターズVSビートバスターVS J  （2012年）
  - 烈車戦隊トッキュウジャー さらばチケットくん! 荒野の超トッキュウバトル!!（2014年）
  - てれびくん超（ハイパー）バトルDVD 快盗戦隊ルパンレンジャーVS警察戦隊パトレンジャー 〜GIRLFRIENDS ARMY（ガールフレンズ・アーミー）〜（2018年）
  - 炎神戦隊ゴーオンジャー 10 YEARS GRANDPRIX（2018年）
- 超忍者隊イナズマ!（2006年）
  - 超忍者隊イナズマ!SPARK（2007年）
- 仮面ライダーシリーズ
  - 仮面ライダードライブ シークレット・ミッション type TV-KUN（タイプ・てれびくん） ハンター&モンスター! 超怪盗の謎を追え!（2014年）
    - 仮面ライダードライブ シークレット・ミッション type ZERO（タイプ・ゼロ） 第0話 カウントダウン to グローバルフリーズ（2014年）
    - てれびくん超バトルDVD 仮面ライダードライブ シークレット・ミッション type LUPIN（タイプ・ルパン） 〜ルパン、最後の挑戦状〜（2015年）

  - 鎧武外伝（2015年）
    - 仮面ライダー斬月/仮面ライダーバロン
    - 仮面ライダーデューク/仮面ライダーナックル

  - 仮面ライダージオウ NEXT TIME ゲイツ、マジェスティ（2020年）

### ネット配信
- ヒーローママ☆リーグ（2018年）
- 仮面ライダーゲンムズ2　スマートブレインと1000％のクライシス（2022年）
- 仮面ライダーアウトサイダーズ（2022年）